# Marina Bouras
Marina Bouras (født 21. februar 1970 i Athen) er en dansk skuespillerinde.
Hun er uddannet fra Statens Teaterskole i 1995 og debuterede i miniserien "En Fri Mand" på DR i 1996

## Privat
Privat er hun gift med skuespillerkollegaen Jens Albinus, som hun har to børn med.

## Filmografi

### Film
| År   | Titel                          | Rolle                  | Noter                           |
| ---- | ------------------------------ | ---------------------- | ------------------------------- |
| 1998 | Idioterne                      | Axels ægtefælle        |                                 |
| 1998 | I wonder who's kissing you now | blondine               |                                 |
| 1998 | Nattens engel                  | Tanja                  |                                 |
| 2000 | Misery Harbour                 | Rose                   |                                 |
| 1999 | Dybt vand                      |                        |                                 |
| 2005 | Springet                       | Ida                    |                                 |
| 2006 | Grønne Hjerter                 | Sigrid, Dingos kæreste |                                 |
| 2009 | This is Love                   |                        | udenlandsk film                 |
| 2013 | Skytten                        | Marianne, Mias søster  | genindspilning af film fra 1977 |
| 2016 | Tordenskjold & Kold            | Edele Kaas             |                                 |
| 2016 | Anti                           | Fredes mor             |                                 |

### Serier
| År      | Titel            | Rolle                       | Noter      |
| ------- | ---------------- | --------------------------- | ---------- |
| 1996    | En fri mand      | Susanne Winther             | debut      |
| 1997-99 | TAXA             | narkoluderen Rikke          | afsnit 3-8 |
| 1998    | Karrusel         | advokatsekretæren Susanne   |            |
| 1999    | Dybt vand        | Jenny                       |            |
| 2000-01 | Skjulte spor     | Margrethe Olsen             |            |
| 2002    | Hjerteafdelingen | Anne, Stigs ekskæreste      |            |
| 2003    | Rejseholdet      | Torbens kæreste             | afsnit 32  |
| 2004    | Ørnen            | vicepolitimester Marie Wied |            |
| 2014    | Dicte 2          | Jeanette                    |            |
| 2015    | Ditte & Louise   | Helene                      | S1E6       |
| 2016-19 | Bedrag           | dommer                      | afsnit 25  |
| 2024    | Bullshit         | Hanne, Pias mor             | S1E3       |